# Şivekar Sultan
Şivekar Sultan (turco ottomano: شوکار سلطان, lett. "civettuola"; ... – Costantinopoli, 1693) fu la settima haseki del sultano ottomano Ibrahim I.

## Origini
Il suo vero nome era Maria. Era armena, figlia di un ricco mercante di Üsküdar. 

## Haseki Sultan
Secondo le fonti, Ibrahim sviluppò un'ossessione per le donne obese e nel 1646 ordinò che gli venisse portata "la donna più grassa dell'impero". I funzionari incaricati gli presentarono infine Maria, che definirono "la donna più grassa di Costantinopoli", che entrò nell'harem quello stesso anno. Ibrahim la elevò a favorita, rinominatola Şivekar ("civettuola", in onore del suo carattere) e le conferì il titolo di Settima Haseki. 
Di tutte le concubine di Ibrahim, fu una delle uniche due ad esercitare un vero potere nell'harem e a riuscire a influenzare il sultano (l'altra era Hümaşah Sultan), tanto da suscitare preoccupazione in Kösem Valide Sultan, la potentissima madre di Ibrahim e vera reggente dell'impero. Fondò anche alcuni istituti benefici e commissionò preghiere nelle moschee.
Il 14 dicembre 1646, Şivekar mise al mondo un figlio, Şehzade Cihangir, ricevendo in dono le rendite di Damasco. Purtroppo, il bambino morì a pochi giorni dal secondo compleanno.
Nel 1647, entrò nell'harem l'ottava e ultima Haseki di Ibrahim, Hümaşah Sultan, che sarebbe poi diventata anche sua moglie legale. Şivekar, insolitamente dato l'ambiente competitivo dell'harem, strinse amicizia con la nuova arrivata e le due collaborarono durante la loro breve convivenza.

## Morte
Secondo alcune fonti, nel 1647 Şivekar mise in giro la voce secondo cui una delle concubine dell'harem aveva avuto una relazione proibita con un uomo. Quando il pettegolezzo raggiunse Ibrahim, questi ordinò di torturare il personale dell'harem per scoprire l'identità dei due e, quando non ci riuscì, ordinò di uccidere, con l'accusa di tradimento, ben 280 concubine, chiudendole in sacchi zavorrati e gettandole nel Bosforo (la condanna a morte tipica per concubine e servi). La cosa sarebbe stata poi raccontata in giro da una delle ragazze condannate, che si era fortuitamente salvata perché il suo sacco non era stato chiuso bene, venendo tratta così in salvo da una nave di passaggio. Quando Kösem Sultan venne a conoscenza della cosa s'infuriò e, dopo aver invitato Şivekar a cena nelle sue stanze, l'avvelenò o la fece strangolare, dicendo poi al figlio, affranto, che la donna era morta per cause naturali. 
Tuttavia, bisogna specificare che, anche se potrebbe essere vero che Şivekar morì nel 1647 (è registrata la morte di una concubina per mano di Kösem, ma altre fonti indicano che Şivekar morì nel Vecchio Palazzo nel 1693), l'aneddoto della strage delle concubine sembra quantomeno incerto in quanto proveniente da fonti poco affidabili, ed è negato da molti storici, che sostengono che Kösem, se fu davvero dietro la morte della donna, possa averlo fatto piuttosto per la sua influenza su Ibrahim e la minaccia al suo stesso potere, in quanto rischiava di aggravare la relazione già molto tesa e prossima a degenerare fra il sultano e la madre.
Şivekar venne sepolta nella türbe di Ibrahim I, all'interno della moschea Hagia Sophia.

## Discendenza
Şivekar ebbe un figlio da Ibrahim:
- Şehzade Cihangir (14 dicembre 1646, Palazzo di Topkapı, Costantinopoli - 1 dicembre 1648, Palazzo di Topkapı, Costantinopoli)

## Cultura di massa
- Nella serie storica Il secolo magnifico: Kösem, è interpretata dall'attrice turca Gümeç Alpay Aslan[10].
- Nel film Tremila anni di attesa (2022), è interpretata dall'attrice Anna Adams.